# Xolmis cinereus
Xolmis cinereus е вид птица от семейство Tyrannidae.

## Разпространение
Видът е разпространен в Аржентина, Боливия, Бразилия, Парагвай, Перу, Суринам и Уругвай.